# 768 (szám)
A 768 (római számmal: DCCLXVIII) egy természetes szám.

## A szám a matematikában
A tízes számrendszerbeli 768-as a kettes számrendszerben 1100000000, a nyolcas számrendszerben 1400, a tizenhatos számrendszerben 300 alakban írható fel.
A 768 páros szám, összetett szám, kanonikus alakban a 28 · 31 szorzattal, normálalakban a 7,68 · 102 szorzattal írható fel. Tizennyolc osztója van a természetes számok halmazán, ezek növekvő sorrendben: 1, 2, 3, 4, 6, 8, 12, 16, 24, 32, 48, 64, 96, 128, 192, 256 és 384 és 768.
Előállítható nyolc egymást követő prímszám összegeként (79 + 83 + 89 + 97 + 101 + 103 + 107 + 109).
Érinthetetlen szám: nem áll elő pozitív egész számok valódiosztóösszeg-függvényeként.
A 768 négyzete 589 824, köbe 452 984 832, négyzetgyöke 27,71281, köbgyöke 9,15771, reciproka 0,0013021.